# Claire Andrieux
Pour plus de détails, voir Fiche technique et Distribution.
Claire Andrieux est un téléfilm français réalisé par Olivier Jahan en 2019 et diffusé le 9 octobre 2020 sur Arte.
Le téléfilm aborde la violence faite aux femmes et évoque le traumatisme du viol, de l'inceste et la façon dont il peut marquer toute une vie, ainsi que la difficulté pour la victime de continuer sereinement celle-ci, notamment dans ses relations avec les hommes.

## Synopsis
Claire Andrieux est agente immobilière dans une petite ville de Bretagne. Elle rencontre Bruno, un repéreur de décors,  qui cherche une maison pour le tournage d'une série allemande. La visite d’Eléonore et Samuel, un couple d’amis, permet à Claire de faire des révélations sur son passé tragique.

## Fiche technique
- Titre original : Claire Andrieux
- Réalisation : Olivier Jahan
- Scénario : Olivier Jahan, Diastème
- Photographie : Rémy Chevrin
- Son : Jeanne Delplancq
- Montage : Jean-Baptiste Beaudoin
- Musique originale : Alex Beaupain
- Production : Philippe van Herwijnen
- Sociétés de production : Arte France, Léonis Productions
- Directeur de Production : Mat Troi Day
- Pays d’origine : France
- Langue : français
- Genre : Comédie dramatique
- Durée : 95 minutes
- Date de diffusion initiale : 9 octobre 2020 sur Arte[3].

## Distribution
- Jeanne Rosa : Claire Andrieux
- Thomas VDB : Bruno
- Emma de Caunes : Eléonore
- Yannick Renier : Samuel
- Michel Vuillermoz : Gwendal
- Christine Brücher : Maëlle
- Pierre-Benoist Varoclier :  Thierry
- Marc Fraize : Ghislain
- Olivia Ross : Caroline

Quelques acteurs du film
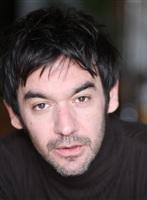
Thomas VDB
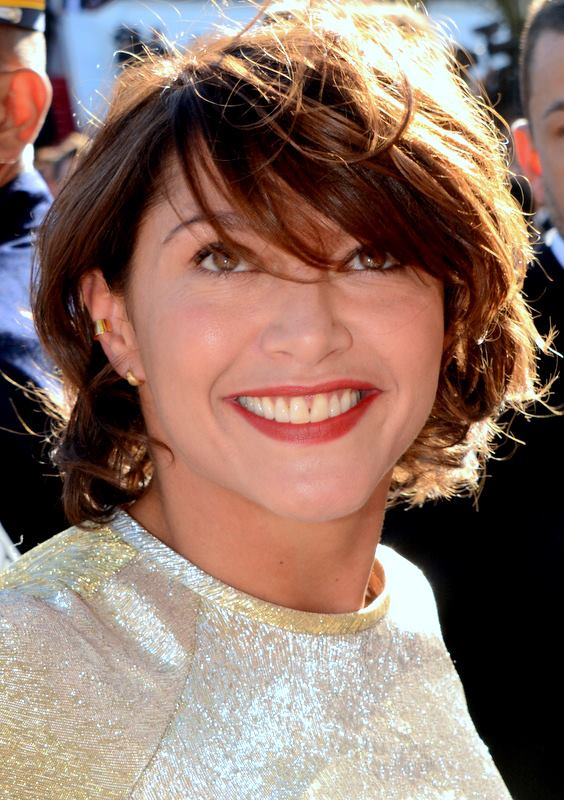
Emma de Caunes
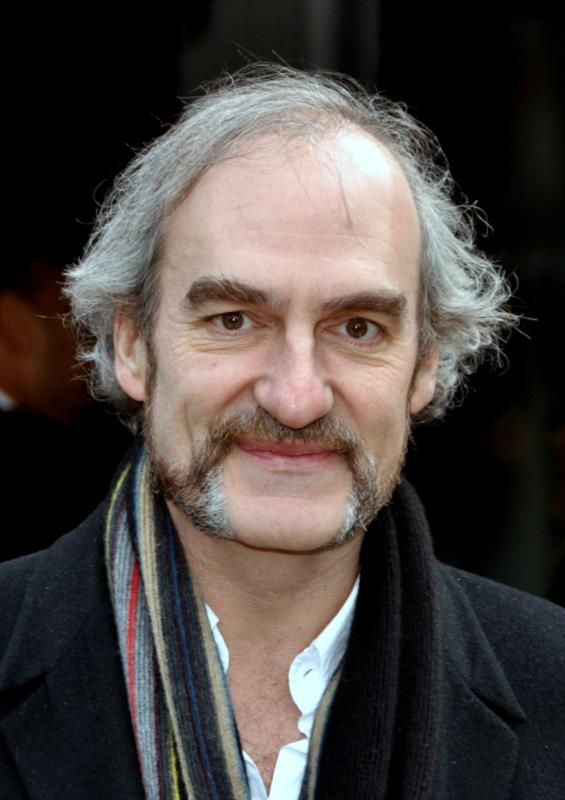
Michel Vuillermoz
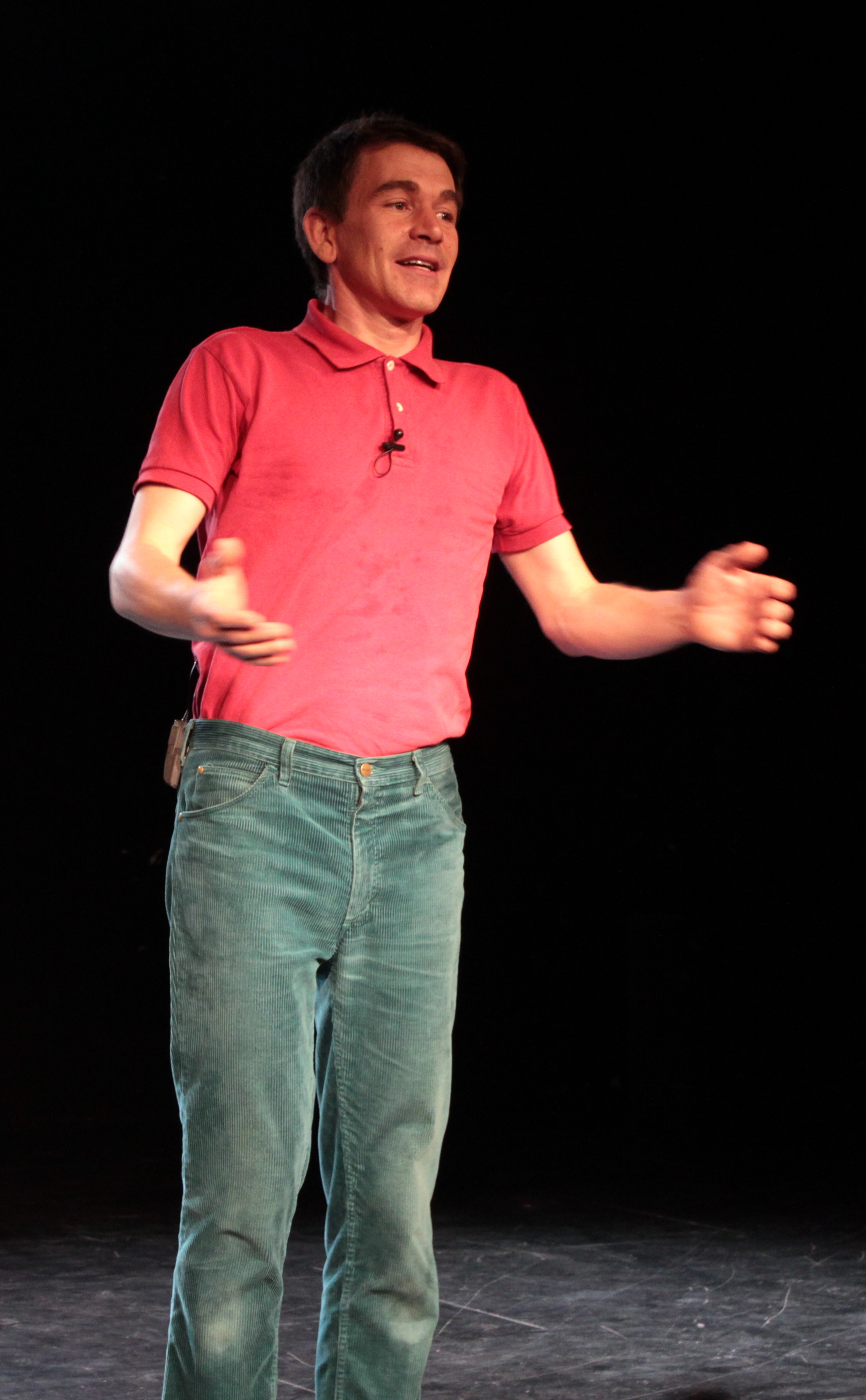
Marc Fraize

## Lieux et durée de tournage
La majeure partie du tournage a eu lieu dans les Côtes-d'Armor et plus particulièrement dans la région du Trégor, bien connue du réalisateur, mais également par l'actrice Jeanne Rosa qui interprète le rôle principal.
La majorité des scènes du film ont été tournées dans le secteur de Pleubian et de la presqu'île de Lézardrieux, paysage déjà découvert lors du film Les Châteaux de sable, sorti en 2015.
Certaines séquences ont également été tournée à la cafétéria, aux anciennes urgences et devant l’entrée du centre hospitalier de Paimpol.
Le tournage s'est déroulé entre le 10 juin et le 5 juillet 2019.

## Commentaires et critiques
Le téléfilm redonne vie aux personnages du deuxième long métrage d'Olivier Jahan, Les Châteaux de sable. Il est centré sur le personnage de Claire Andrieux qui apparaissait en personnage secondaire dans ce long métrage.
La critique Isabelle Poitte explique, dans le magazine Télérama, apprécier ce téléfilm pour son ton juste, « sachant aborder les enfers de la violence sexuelle » et qualifie de « pétillant » le jeu de Jeanne Rosa qui interprète le rôle titre. Julia Baudin, critique sur le site du Figaro, qualifie ce téléfilm de « petit chef-d’œuvre tragicomique » et considère que « Jeanne Rosa est simplement bouleversante ».
À noter l'interprétation d'une chanson du répertoire de musique ancienne par la chorale de Claire : Belle qui tiens ma vie[réf. nécessaire].

## Récompense
En mars 2021, le téléfilm reçoit le Prix de la meilleure œuvre de fiction française décerné par le Syndicat français de la critique de cinéma et des films de télévision.